# Anamudi
Anamudi ou Anai Mudi (em malaiala:  ആനമുടി) é a montanha mais alta dos Montes Cardamom, no estado de Kerala, Índia, na região sul do Parque Nacional de Eravikulam. Faz parte da longa cordilheira dos Gates Ocidentais.
Está localizado em 10°10'N 77°4'E, e tem uma altitude aproximada de 2695 metros, sendo a montanha mais alta do sul da Índia e também a mais alta da Índia fora da cordilheira Himalaia-Caracórum.
O pico Anamudi está situado no distrito de Idukki, estado de Kerala, em Munnar Panchayat.
O nome Anamudi literalmente significa "testa de elefante", referência à semelhança da montanha com uma cabeça de elefante. A primeira subida documentada ao Anamudi foi feita pelo General Douglas Hamilton do exército britânico em Madras, em 4 de maio de 1862, mas é provável que a montanha tenha sido escalada antes por locais.

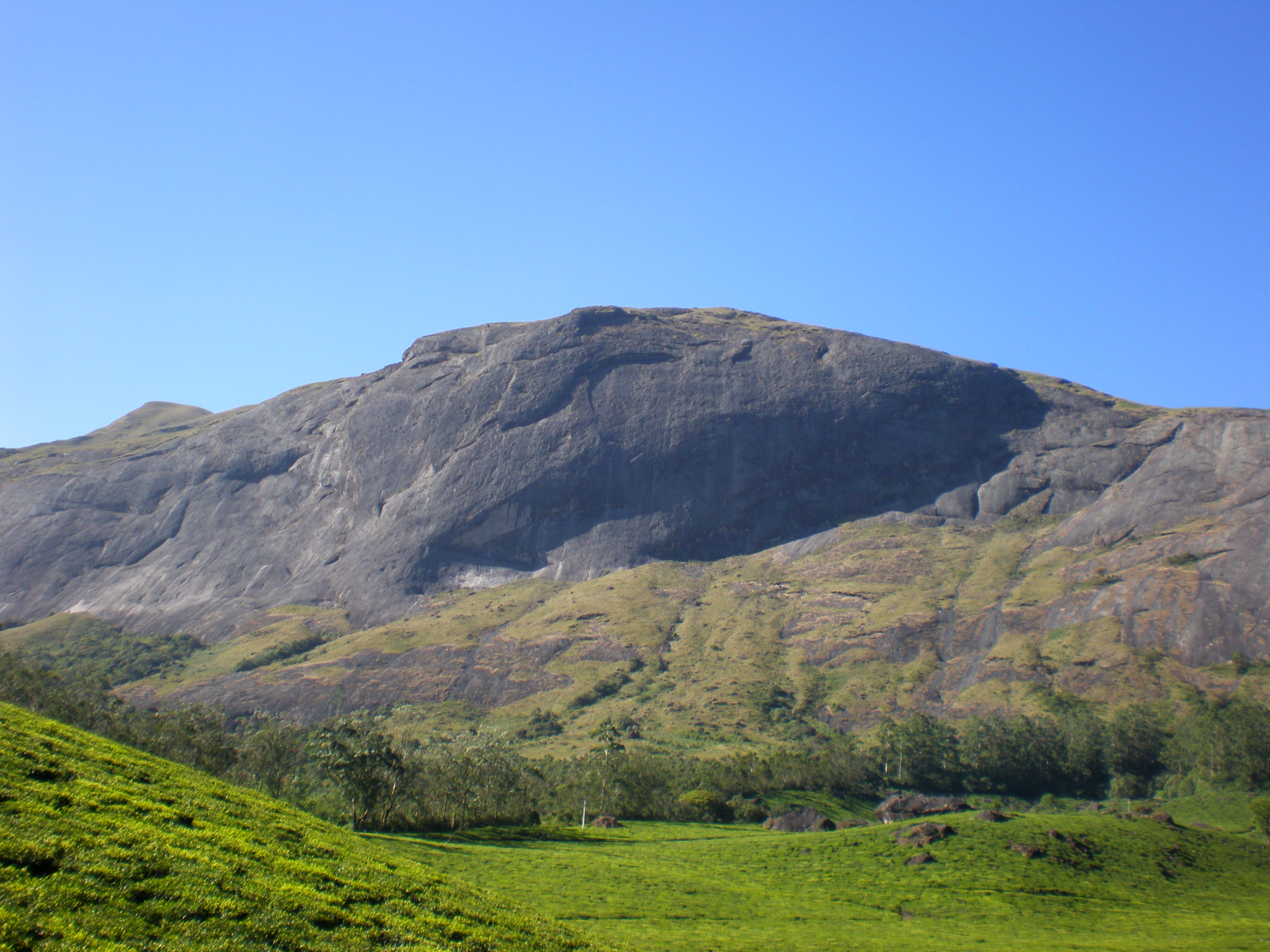
O pico do Anamudi

O Anamudi e o circundante Parque Nacional de Eravikulam albergam as maiores populações de tahr-de-nilgiri (Hemitragus hylocrius). elefantes-asiáticos, gauros, tigres-de-bengala, e marta-de-nilgiri (Martes gwatkinsii) O cume do Anamudi é vegetado com Arundinaria densifolia e Gaultheria fragrantissima, Anaphalis sp., Impatiens e algumas espécies de Eriocaulon.